# Listă de artiști plastici participanți la Armory Show

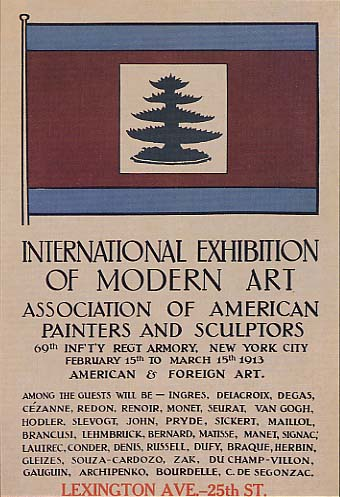
Poster al expoziției Armory Show, 1913

 Armory Show  din 1913 a conținut aproximativ 1.300 de lucrări realizate de către 300 de artiști. Multe dintre lucrările originale s-au pierdut și unii dintre artiști au fost uitați. 
Lista artiștilor prezentați la expoziția Armory Show, deși nu este exhaustivă, include majoritatea artiștilor din Statele Unite și Europa care au avut lucrări expuse la Armory Show din 1913. Informațiile din această listă sunt extrase din presa de pe timpul expoziției și din catalogul jubiliar al expoziției, publicat în 1963, la aniversarea 1913 Armory Show 50th Anniversary Exhibition, organizată de Munson-Williams-Proctor Arts Institute.
Multe expoziții au fost organizate în spațiile vaste ale Gărzii Naționale ale Statelor Unite ale Americii, în varii arsenale, dar Armory Show, în sine, se referă la  Expoziția Internațională de artă modernă  care a fost organizată de Asociația Pictorilor și Sculptorilor Americani și a fost deschisă în New York City, la arsenalul 69th Regiment Armory, de pe Lexington Avenue, între străzile 25 și 26, ținând de la 17 februarie 1913 până la 15 martie, al aceluiași an.
Armory Show a devenit un eveniment legendar în istoria artei americane, introducându-i pe new-yorkezii uimiți, obișnuiți cu arta „doar” cea „realistă”, în prea-plinul artei moderne. Expoziția, devenită inerent un uriaș spectacol, a servit drept catalizator pentru artiștii americani, care au devenit mai independenți, mai sofisticați, creându–și propriul limbaj artistic.

## Artiști vizuali
Acești artiști sunt enumerați în presa timpului Expoziției Armory Show, dar și în catalogul aniversar celebrând de 50 de ani, din 1963, și în lucrarea „Povestea [expoziției] Armory Show” (The Story of the Armory Show).
- Robert Ingersoll Aitken
- Alexander Archipenko
- George Grey Barnard
- Chester Beach
- Gifford Beal
- Maurice Becker
- George Bellows
- Joseph Bernard
- Guy Pène du Bois
- Oscar Bluemner
- Pierre Bonnard
- Gutzon Borglum
- Antoine Bourdelle
- Constantin Brâncuși
- Georges Braque
- Patrick Henry Bruce
- Paul Burlin
- Theodore Earl Butler
- Charles Camoin
- Arthur Carles
- Mary Cassatt
- Oscar Cesare
- Paul Cézanne
- Pierre Puvis de Chavannes
- Camille Corot
- Gustave Courbet
- Henri-Edmond Cross
- Leon Dabo
- Andrew Dasburg
- Honoré Daumier
- Jo Davidson
- Arthur B. Davies
- Stuart Davis
- Edgar Degas
- Eugène Delacroix
- Robert Delaunay
- Maurice Denis
- André Derain
- Marcel Duchamp
- Raoul Dufy
- Jacob Epstein
- Roger de La Fresnaye
- Othon Friesz
- Paul Gauguin
- William Glackens
- Albert Gleizes
- Vincent van Gogh
- Francisco Goya
- Marsden Hartley
- Childe Hassam
- Robert Henri
- Edward Hopper
- Ferdinand Hodler
- Jean Auguste Dominique Ingres
- James Dickson Innes
- Augustus John
- Wassily Kandinsky
- Ernst Ludwig Kirchner
- Leon Kroll
- Walt Kuhn
- Gaston Lachaise
- Marie Laurencin
- Ernest Lawson
- Henri de Toulouse-Lautrec
- Fernand Léger
- Jonas Lie
- George Luks, Aristide Maillol
- Édouard Manet, Henri Manguin
- John Marin
- Albert Marquet
- Henri Matisse
- Alfred Henry Maurer
- Kenneth Hayes Miller
- Claude Monet
- Adolphe Monticelli
- Edvard Munch
- Elie Nadelman
- Walter Pach
- Jules Pascin
- Francis Picabia
- Pablo Picasso
- Camille Pissarro
- Maurice Prendergast
- Odilon Redon
- Pierre-Auguste Renoir
- Boardman Robinson
- Theodore Robinson
- Auguste Rodin
- Georges Rouault
- Henri Rousseau
- Morgan Russell
- Albert Pinkham Ryder
- André Dunoyer de Segonzac
- Georges Seurat
- Charles Sheeler
- Walter Sickert
- Paul Signac
- Alfred Sisley
- John Sloan
- Amadeo de Souza Cardoso
- Joseph Stella
- John Henry Twachtman
- Félix Vallotton
- Raymond Duchamp-Villon
- Jacques Villon
- Maurice de Vlaminck
- Édouard Vuillard
- Abraham Walkowitz
- J. Alden Weir
- James Abbott McNeill Whistler
- Jack B. Yeats
- Marguerite Zorach
- William Zorach[3]

## Alți artiști plastici

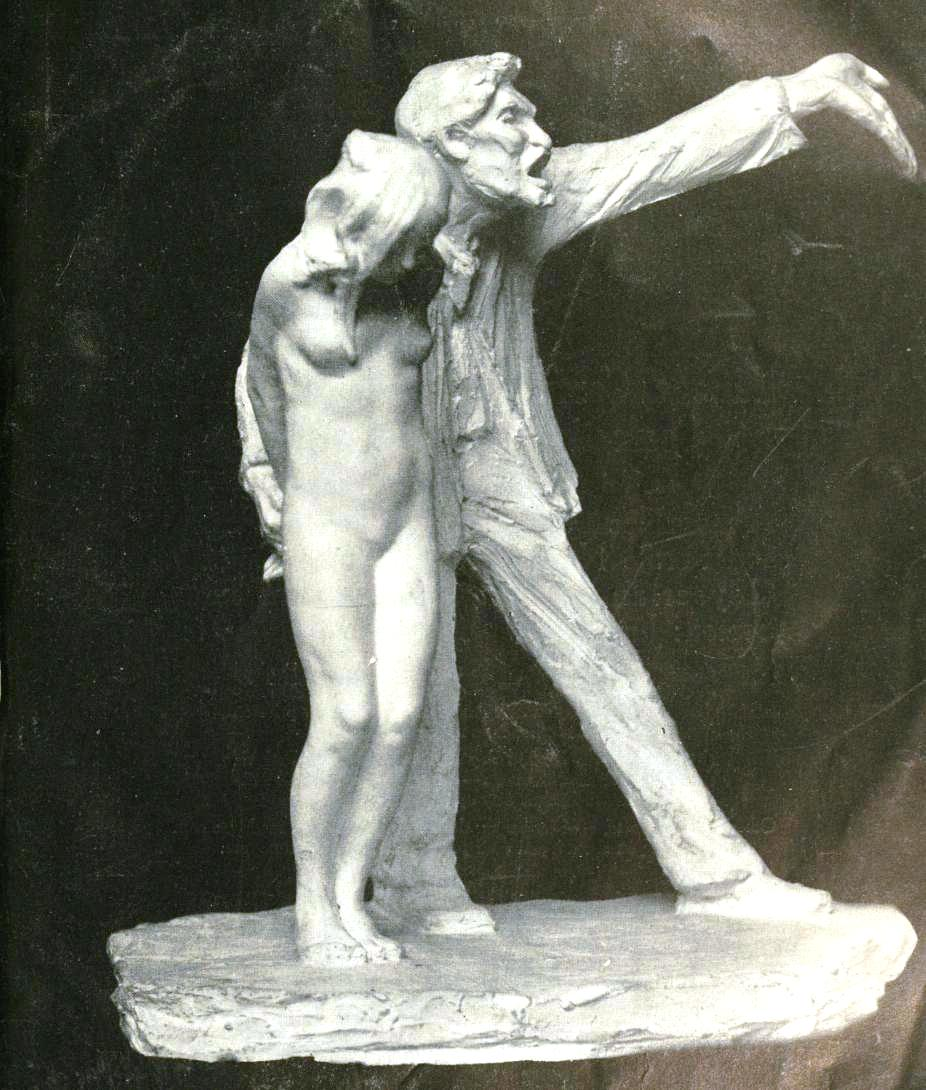
Abastenia Saint Leger Eberle, Sclava albă — The White Slave, circa 1913

Acești artiști sunt enumerați în catalogul aniversar de 50 de ani, din 1963, și în lucrarea „Povestea [expoziției] Armory Show” (The Story of the Armory Show)  ca fiind artiști vizuai, care au expus la Expoziția originală din 1913 Armory Show.
- Albert Abendschein
- John H. Alger
- Karl Anderson
- Edmund Marion Ashe
- Florence Howell Barkley
- Von Bechtejeff
- Marion H. Beckett
- Nelson N. Bickford
- Olaf Bjorkman
- Alexander Blanchet
- Hans Bolz
- Homer Boss
- Bessie Marsh Brewer
- D. Putnam Brinley
- Bolton Brown
- Fannie Miller Brown
- Edith Woodman Burroughs
- Auguste Elisée Chabaud
- O. N. Chaffee
- Robert Winthrop Chanler
- Émilie Charmy
- Amos Chew
- Alfred Vance Churchill
- Gustave Cimiotti, Jr.
- Edwin L. Clymer
- Harry W. Coate
- Nessa Cohen
- Glenn O. Coleman
- Howard Coluzzi
- Charles Conder
- Kate Cory
- Arthur Crisp
- Herbert Crowley
- J. Frank Currier
- Carl Gordon Cutler
- Randall Davey
- Charles Harold Davis
- Edith Dimock (Mrs.William Glackens)
- Rudolph Dirks
- Nathaniel Dolinsky
- Gaines Ruger Donoho
- Henri Doucet (1883-1915)
- Katherine S. Dreier
- Aileen King Dresser
- Lawrence Tyler Dresser
- Florence Dreyfous
- Guy Pène du Bois
- Richard H. Duffy
- Georges Dufrénoy
- Abastenia Saint Leger Eberle
- Henry B. Eddy
- Amos W. Engle
- Florence Esté
- Lily Everett
- Jules Flandrin
- Mary Foote
- James Earle Fraser
- Kenneth Frazier
- Ernest Arthur Freund
- Sherry E. Fry
- Ernest Fuhr
- Samuel Wood Gaylor
- Phelan Gibb
- Wilhelm Gimmi
- Pierre Girieud
- Henry J. Glintenkamp
- Anne Goldthwaite
- Charles Guérin
- Bernard Gussow
- Bernhard Gutmann
- Philip L. Hale
- Samuel Halpert
- Charles R. Harley
- Edith Haworth
- Walter Helbig
- Julius Hess
- Eugene Higgins
- Margaret Hoard
- Nathaniel Hone
- Charles Hopkinson
- Cecil de Blaquiere Howard
- Albert Humphreys
- Thomas Hunt
- Margaret Wendell Huntington
- F. M. Jansen
- Gwen John
- Grace Mott Johnson
- Julius Paul Junghanns
- Bernard Karfiol
- Henry G. Keller
- Edith L. King
- Alfred Kirstein
- Adolph Kleiminger
- Hermine E. Kleinert
- Edward Adam Kramer
- Pierre Laprade
- Arthur Lee
- Derwent Lee
- Wilhelm Lehmbruck
- Rudolph Levy
- Amy Londoner
- August Frederick Lundberg
- Dodge MacKnight
- Elmer Livingston MacRae
- Gus Mager
- Edward Middleton Manigault
- Matthew Maris
- Manuel Martinez Hugué
- Jacqueline Marval
- Carolyn Mase
- Max Mayrshofer
- Francis McCowas
- Kathleen McEnery
- Howard McLean
- Charlotte Meltzer
- Oscar Miestchanioff
- David Brown Milne
- John Frederick Mowbray-Clarke
- Henri Muhrmann
- Hermann Dudley Murphy
- Myra Musselmann-Carr
- Ethel Myers
- Jerome Myers
- Frank Arthur Nankivell
- Helen J. Niles
- Olga Oppenheimer
- Marjorie Organ (Mrs.
- Robert Henri)
- Josephine Paddock
- Agnes Lawrence Pelton
- Charles H. Pepper
- Van Dearing Perrine
- H. S. Phillips
- Anastasio Pietro
- Walter K. Pleuthner
- Louise Pope
- Louis Potter
- T. E. Powers
- James Moore Preston
- May Wilson Preston
- James Pryde
- Arthur Putnam
- Bertrand Rasmussen
- Henry Reuterdahl
- Katharine Rhoades
- Dr. William Rimmer
- Mary Rogers
- Paul Rohland
- Jules Edouard Roiné (Jules E. Roiné)
- Edward F. Rook
- Ker-Xavier Roussel
- Charles Cary Rumsey
- George W. Russell
- Victor D. Salvatore
- Morton L. Schamberg
- William E. Schumacher
- Charles-Emmanuel Serret
- Julius Seyler
- Charles Shannon
- Sidney Dale Shaw
- Max Slevogt
- Carl Sprinchorn
- Wilson Steer
- Frances Simpson Stevens
- Morgan Stinemetz
- Nicolai A. Tarchov
- Henry Fitch Taylor
- William L. Taylor
- Felix E. Tobeen
- Gaston Toussaint
- Allen Tucker
- Alden Twachtman
- Bessie Potter Vonnoh
- F. M. Walts
- Hilda Ward
- Alexander L. Warshawsky
- F. William Weber
- E. Ambrose Webster
- Friedrich August Weinzheimer
- Albert Weisgerber
- Julius Wentscher, Jr.
- Charles Henry White
- Claggett Wilson
- Denys Wortman Jr.
- Enid Yandell
- Arthur Young
- Mahonri Young
- Eugène Zak